# Экзема
Экзема (др.-греч. ἔκζεμα — высыпание на коже, от ἐκζέω — вскипаю) — острое или хроническое (рецидивирующее) незаразное заболевание кожи, обусловленное серьёзным воспалением преимущественно сосочкового слоя дермы и очаговым спонгиозом шиповатого эпидермиса, проявляющаяся полиморфно зудящей сыпью.
Термин «экзема» применяли давно (за два века до нашей эры), но для обозначения различных остро возникающих дерматозов. Лишь в первой половине XIX века Уиллен (1808), Бейтмен (1813), Рейс (1823) и другие учёные выделили экзему в отдельную нозологическую форму.

## Причины экземы
Возникновению экземы способствуют генетические и разнообразные внешние (механические, химические, термические и др.) и внутренние (заболевания печени, почек, желудочно-кишечного тракта, эндокринной, нервной системы и др.) факторы. По этиологии (то есть в зависимости от причины), локализации (расположению) и характеру кожных проявлений различают несколько форм экземы.
На разных этапах развития учения об экземе главенствующее значение в этиологии и патогенезе заболевания придавали нервной системе, эндокринно-метаболическим нарушениям, инфекционно-аллергическим факторам, генетической отягощённости и иммунной недостаточности. Поскольку решающее значение тех или иных эндогенных и экзогенных влияний остаётся спорным, а чаще они выступают в сложных взаимоотношениях, принято считать экзему полиэтиологическим заболеванием. В настоящее время аллергические процессы трактуются как патологическая иммунная реакция, сопровождающаяся повреждением и воспалением тканей организма, поэтому в патогенезе экзематозного процесса основное значение уделяют различным иммунным сдвигам. Установлено, что у больных экземой выражена дисгаммаглобулинемия (избыток IgG, IgE и дефицит IgM), уменьшено число функционально активных Т-лимфоцитов, снижено общее число Т-клеток, изменено соотношение хелперных и супрессорных субпопуляций, в связи с чем количество В-лимфоцитов увеличено. Наиболее выраженная иммунопатология была выявлена у больных, носителей изоантигенов А, М, N и резуса D+. Слабость иммунитета при наличии инфекционных антигенных раздражителей проявляется персистенцией микробных и бактериальных антигенов с формированием хронического рецидивирующего воспаления в эпидермисе и дерме. При этом возникают патологические циркулирующие иммунные комплексы, повреждающие собственные микроструктуры с образованием серии аутоантигенов, инициирующих формирование аутоагрессивных антител. Вместе с тем длительное время существует понимание экземы как нейрогенного заболевания. Наиболее убедительным фактором, свидетельствующим о роли нервной системы в патогенезе экземы, является возможность её возникновения вследствие повреждения периферических нервов. Примером является так называемая посттравматическая экзема, возникающая вокруг раневой поверхности. В свете современных представлений о взаимосвязи иммунной системы с функциональным состоянием ЦНС, вегетососудистых процессов следует признать, что патогенетический процесс формирования экземы включает комплекс не конкурирующих, а дополняющих друг друга нейроиммуновегетодистонических, инфекционно-аллергических и метаболических механизмов.
Формирование экземы на основе генетической предрасположенности, зависящей от присутствия в хромосомах гена иммунного ответа, создаёт предпосылки для наследования её в последующих поколениях. При этом имеет место полигенное мультифакториальное наследование с выраженной экспрессивностью и пенетрантностью генов.
Клинические и патогенетические особенности экземы послужили основанием для классификации экземы в клинических вариантах. Различают истинную, себорейную, дисгидротическую, микробную, профессиональную и тилотическую (роговую, мозолевидную) разновидности экземы.

## Классификация экземы
Истинная, или идиопатическая, форма экземы характеризуется островоспалительной отёчной эритемой с последующим высыпанием группы мельчайших серопапул или пузырьков — микровезикул, которые быстро вскрываются, не успев прочно оформиться. На месте быстро вскрывшихся серопапул и везикул обнажаются точечные эрозии, так называемые серозные колодцы, из глубины которых выделяется серозный экссудат, образуя обильно мокнущую поверхность. Постепенно серозная жидкость подсыхает, образуя серовато-жёлтые корки, под которыми наступает эпителизация. Таким образом, в течении экземы чётко выступают стадии — эритематозная, папуловезикулезная, мокнущая и корковая. Вследствие волнообразного развития процесса все первичные элементы — эритема, серопапулы и везикулы — выступают одновременно, создавая один из наиболее характерных признаков экземы — эволюционный полиморфизм. Переход острого течения в хроническое совершается постепенно и выражается в нарастающей инфильтрации, уплотнении поражённого участка кожи и усилении кожного рисунка, что называется лихенификацией. Окраска кожи принимает более застойный характер, на поверхности, помимо корок, появляется значительное шелушение. Наряду с этими неостровоспалительными симптомами продолжается появление свежих серопапул и везикул с образованием мокнущих «серозных колодцев» и серозных корочек. Такое чередование островоспалительных и инфильтрированных проявлений характерно для течения истинной экземы, которую всегда сопровождает выраженный зуд, усиливающийся при обострении процесса. Очаги экземы не имеют чётких границ. Сравнительно редко процесс ограничивается одним участком. Процесс начинается большей частью с лица, кистей и может распространяться по всему кожному покрову.
Высыпания имеют симметричный характер со склонностью к распространению на кожу верхних, нижних конечностей и туловища. Больных беспокоит зуд различной интенсивности, способствующий развитию невротических расстройств с явлениями нарушения сна вплоть до бессонницы. По мере уменьшения воспалительных явлений, свойственных экзематозному процессу, мокнутие сменяется образованием корочек, чешуек, появлением шелушения (eczema crustosum, eczema squamosum), вторичных пигментно-сосудистых или депигментированных пятен, которые постепенно разрешаются. Могут возникнуть очаги сухости и шелушения кожи с образованием трещин рогового слоя (eczema craquele). При длительном хроническом течении экземы на ладонях и подошвах иногда появляются мозолистые гиперкератотические образования с трещинами (eczema tyloticum). Нередко течение экземы осложняется присоединением пиогенной инфекции: появляются пустулы и гнойные корки (eczema impetiginosum).
Остро начавшийся процесс постепенно переходит в хроническое течение, которое может продолжаться годами.
Микробная экзема развивается на месте хронических очагов пиодермии: вокруг инфицированных ран, трофических язв, свищей, ссадин, царапин. Образуются островоспалительные, резко отграниченные, крупные и крупнофестончатые очаги с хорошо оформленным отторгающимся роговым слоем по периферии, представляющим собой остатки стрептококковых фликтен. Помимо серопапул и папуловезикул, мокнущих эрозий, на поверхности очагов образуется массивное наслоение гнойных корок. Расположение элементов сплошное, без прослоек здоровой кожи. Очаги склонны к периферическому росту. Вокруг них на внешне здоровой коже часто видны отсевы — отдельные мелкие пустулы, сухие шелушащиеся очаги типа pityriasis simplex. Количество и распространённость отсевов варьируют в широких пределах. Процесс сопровождается зудом. Развившийся очаг микробной экземы вначале бывает асимметричным и часто располагается в области нижних конечностей.
Разновидностью микробной экземы является так называемая монетовидная (нуммулярная), или бляшечная, экзема. Она характеризуется образованием резко отграниченных очагов поражения округлых очертаний величиной 1-3 см. На их отёчно-гиперемированной поверхности отмечается обильное мокнутие, наслоение серозно-гнойных корок. Чаще всего нуммулярная экзема локализуется на верхних конечностях, но в отдельных случаях процесс может принимать распространённый характер. Нерациональное лечение микробной экземы или травматизация её очагов сопровождается возникновением вторичных аллергических высыпаний — микробидов или аллергидов. Они полиморфны, так как их эффлоресценции могут быть представлены отечно-эритематозными пятнами, серопапулами, везикулами, пустулами. В период прогрессирующего течения вторичные высыпания сливаются, диссеминируются с формированием значительного количества мокнущих эрозивных участков. В таких случаях происходит трансформация микробной экземы в истинную. Разновидностями микробной экземы являются также паратравматическая (околораневая) и варикозная экзема.
Микотическая экзема — форма экземы, возникающая в результате аллергии к грибковым инфекциям. В иностранной литературе стригущий лишай, кандидоз и другие микозы считаются частой причиной заболевания, хотя в российской литературе экзема реже ассоциируется с инфицированием грибком. Одним из звеньев патогенеза микотической экземы является образование аллергенов к грибковой инфекции. Очаг поражения сочетает как черты экземы, так и основного микотического процесса. Морфологически микотическая экзема характеризуется резкой ограниченностью и круглыми или крупнофестончатыми очертаниями, эритемой кожи, возникновением пузырьков и пустул, формирующих мокнущие участки с резко очерченными краями. Микотические инфекции утяжеляют течение хронических дерматозов, способствуют развитию резистентности к лечению, поэтому необходимо тщательное обследование больных с хроническими дерматозами на микозы и при выявлении их проводить адекватную антимикотическую терапию. Часто при экземе назначают лечение гормональными мазями, хотя в случае если она вызвана грибковым заболеванием, такое лечение лучше проводить раздельно, поскольку грибы активнее размножаются и мутируют под действием гормонов.
Себорейная экзема развивается у больных себореей на так называемых себорейных местах. Они локализуются преимущественно на участках кожи, богатых сальными железами: волосистой части головы, ушных раковинах, в области грудины, между лопатками, в носощёчных и носогубных складках. Очаги поражения представляют собой бляшки, образованные из эритематозно-шелушащихся пятен со сливными милиарными папулами желтовато-бурого цвета. Эти высыпания сливаются между собой и образуют кольцевидные, гирляндообразные очертания.
Профессиональная экзема возникает в результате воздействия профессиональных патогенных факторов у рабочих и служащих отдельных производств.
Дисгидротическая экзема отличается локализацией на ладонях и подошвах, где из-за толщины рогового слоя эпидермиса эритематозная стадия выражена слабо, но преобладают хорошо сформированные «зерна саго». Пузырьки или вскрываются, превращаясь в эрозии, или подсыхают в слоистые серозно-гнойные корки, иногда сливаются в крупные многокамерные пузыри. Постепенно увеличиваясь, очаг дисгидротической экземы может распространиться на тыл кистей, стоп и другие части верхних и нижних конечностей. В таких случаях происходит трансформация в идиопатическую экзему с образованием микровезикул, мокнутия, «серозных колодцев». У многих больных дисгидротическая экзема сопровождается трофическими изменениями ногтей.
Тилотическая (роговая, мозолевидная) экзема, так же как и дисгидротическая, ограничивается областью ладоней и подошв. Эритематозная стадия выражена незначительно из-за утолщённого рогового слоя, который особенно гиперплазируется с образованием участков гиперкератоза в виде омозолелостей на месте пузырьковых элементов. Поскольку экзематозный процесс в любой его клинической разновидности является системным заболеванием, нередко одновременно с высыпаниями на коже.
Детская экзема отличается выраженностью экссудативного компонента; возникает часто при наличии аллергической реактивности у родителей. У большинства родителей или близких родственников больных экземой детей в прошлом наблюдались проявления аллергии со стороны кожи, слизистых оболочек или внутренних органов. Имеются сведения о том, что при аллергическом заболевании (бронхиальная астма, аллергический ринит, экзема, нейродермит и др.) одного из родителей (главным образом матери) шанс заболеть у ребёнка равен примерно 40 %, а при поражении обоих родителей степень риска возрастает до 50-60 %. У детей с экссудативным диатезом часто наблюдаются и торпидно протекают очаги фокальной хронической инфекции, бронхиальная астма, сенная лихорадка, острые респираторные заболевания, конъюнктивиты, кератиты, желудочно-кишечные расстройства. В раннем детском возрасте и особенно у детей грудного возраста вместо термина «экзема» применяется термин «экссудативный диатез». Хотя со времён работ М. С. Маслова (1960) известно, что экссудативный диатез представляет собой не болезнь, а предрасположение к болезни вследствие имеющейся аномалии конституции. В этих случаях имеют место повышенная раздражительность кожи и слизистых оболочек, пониженная сопротивляемость к инфекциям, склонность к формированию воспалительных патологических процессов в любом органе. Поэтому экссудативный диатез может существовать в любой патологической форме без поражения кожи. Вместе с тем некоторые дерматозы (пиодермиты, аллергические дерматиты, строфулюс) могут возникать у детей, не имеющих экссудативного диатеза. Следовательно, экссудативный диатез и экзема представляют различные нозологические состояния, хотя между ними может существовать взаимозависимое отношение. Так, в настоящее время принято считать, что экссудативный диатез может представлять собой своеобразный патогенетический фон, на котором развиваются многие воспалительные дерматозы типа экземы, псориаза, атопического дерматита. Экзема у детей грудного и младшего детского возраста является одним из самых распространённых дерматозов. Способствует развитию экземы у детей грудного возраста сложное течение беременности у матери, наличие у неё сопутствующих заболеваний (нефропатий, сахарного диабета, сердечно-сосудистой недостаточности, хронического геиатохолецистита, очагов хронической инфекции и др.). Важными факторами в возникновении детской экземы являются искусственное вскармливание, наличие ферментопатий желудочно-кишечного тракта и возникновение в связи с этим повышенной чувствительности к различным продуктам питания, частые ОРВИ, ангины, отиты, нарушение санитарно-гигиенических норм ухода.
Клинически наиболее частыми разновидностями экземы у детей являются истинная, микробная и себорейная. Морфологические проявления идентичны высыпаниям у взрослых. Следует лишь подчеркнуть большую степень экссудативных симптомов и значительную выраженность аллергической реактивности с обилием высыпаний, склонность их к слиянию и осложнению импетигинизацией. Особенности течения экземы у детей связаны с локализацией, наслоением вирусной инфекции и возможностью развития внезапной «экземной» смерти у детей раннего возраста.
Варикозная экзема. Возникновению болезни способствует варикозный симптомокомплекс в области нижних конечностей. Она локализуется в области расширенных вен, на окружности варикозных язв, участков склерозирования кожи. Факторами, благоприятствующими развитию болезни, являются травмы, повышенная чувствительность к медикаментам, применяемым для лечения варикозных язв, мацерация кожи при наложении повязок. Характерны полиморфизм элементов, резкие, чёткие границы очагов, умеренный зуд, что делает варикозную экзему в клиническом аспекте сходной с микробной и паратравматической.
Сикозиформная экзема. Может наблюдаться у лиц, страдающих сикозом, осложнённым экзематизацией. У этих больных возникают фолликулярные пустулы, пронизанные в центре волосом, рецидивирующие и находящиеся на воспалённой коже, — симптомы сикоза. Сикозиформная экзема характеризуется выходом процесса за пределы оволосения, наличием экзематозных колодцев, мокнутием и сильным зудом. Кожа становится лихенифицированной; фолликулы появляются беспрерывно. Излюбленная локализация процесса — верхняя губа, борода, подмышки, лобок.
Экзема сосков и пигментного кружка у женщин. Характеризуется очагами пунцового цвета, местами покрытыми наслоением корок и корко-чешуйками, сопровождается мокнутием, трещинами. Процесс имеет резко контурированные очертания и весьма упорное течение. Нередко экзема грудных сосков является следствием травмы при вскармливании ребёнка или результатом осложнения чесотки.
Гистопатология. При остром течении экземы в эпидермисе обнаруживают паракератоз, очаговый спонгиоз и отёк сосочкового слоя дермы с расширением сосудов и преимущественным лимфоцитарным инфильтратом вокруг них. Позднее в эпидермисе выявляются акантоз, паракератоз, спонгиоз, сочетающиеся с выраженными скоплениями лимфоцитов в межспонгиозных пространствах. В дерме — выраженная инфильтрация сосочков, преимущественно лимфоцитами и гистиоцитами.
В последнее время экзема иногда рассматривается не как диагноз заболевания, а как синдром. Наиболее известен за рубежом термин «атопическая экзема», синоним атопического дерматита.

## Лечение и профилактика
Лечение зависит от причины и формы экземы, для чего рекомендуется обращение к врачу-дерматологу, и в ряде случаев, обследование. В настоящее время, в терапии экземы широко употребляются наружные формы кортикостероидных гормонов, например гидрокортизоновая мазь. Также иногда назначают успокаивающие средства (препараты валерианы, транквилизаторы), витамины (B1, B6, C и др.), десенсибилизирующие препараты и др., диету, курортотерапию; местно примочки, пасты, мази, противозудные средства. При микробной экземе временно применяются антибиотиковые мази, пока инфекция не будет удалена как раздражитель, однако эти мази противопоказаны при грибковых инфекциях. Для временного снятия зуда также используют антигистаминные препараты. Часто экзема сопутствует грибковым инфекциям (особенно кандидозу), в таких случаях одновременно назначают противогрибковое лечение. Для патогенетической терапии используют энтеросорбенты. Другие препараты: дельгоцитиниб.
В профилактике экземы у детей существенное значение имеет рациональный режим жизни и питания беременных. В другом возрасте — режим ухода, питания, закаливание. Для детей, страдающих экземой, опасно инфицирование вирусами (от родителей или ухаживающего медицинского персонала, больных герпетической инфекцией). В таких случаях может развиться герпетиформная экзема Капоши с тяжёлым течением и возможным летальным исходом. В предупреждении рецидивов экземы у взрослых и детей, помимо рационального режима жизни и питания, имеет существенное значение систематическое диспансерное наблюдение и использование санаторно-курортного лечения в период ремиссии.
Соблюдение гигиены имеет важное значение при всех формах экземы. Кроме всего прочего, это способствует профилактике присоединения вторичной инфекции, которая усугубляет течение основного процесса. Мелкие фолликулиты следует смазывать жидкостью Кастеллани или 1—2 % водным или спиртовым растворами анилиновых красителей. Ванны и души при обширных поражениях кожи надо временно отменить. Однако у некоторых больных ванны, например с отваром ромашки, а в детской практике с отваром отрубей, дубовой коры и т. п., оказывают целебное действие. Нельзя допускать перегревания тела.
Необходимо использовать особую косметику для сухой и зудящей кожи (например, гель для душа, средство для умывания, шампунь, крем, то есть все косметические средства для ежедневного ухода).
Больным экземой рекомендуют молочно-растительную диету, отварное мясо, яблочный сок, компоты, овощи, фрукты. Цитрусовые у некоторых больных могут вызвать бурную реакцию обострения. Следует ограничивать приём жидкости и легкоусвояемых углеводов, избегать экстрактивных веществ, запрещать приём алкогольных напитков, солёных и острых продуктов, консервов и маринадов. У детей нельзя допускать как перекорма, так и недокорма.
Большое значение придают нормальной работе желудочно-кишечного тракта, лечению интеркуррентных заболеваний.
При варикозном симптомокомплексе ношение резиновых чулок или бинтование голеней лечебными бинтами является профилактикой развития варикозной экземы. С целью профилактики следует лечить варикозное расширение вен (совместно с хирургом), язвы, трещины, свищи, раны. Неправильное лечение ожогов или отморожений может также приводить к развитию экземы. Провоцирующим фактором является смазывание ран линиментом синтомицина.
Кормящие матери, болеющие экземой сосков, должны сцеживать молоко. При локализации процесса в области кистей не следует мочить руки слишком горячей или холодной водой, применять при стирке синтетические порошки. Необходимо по возможности исключать всякий контакт с предполагаемыми аллергенами в быту и на производстве.
В профилактике экземы у детей существенное значение имеют дегельминтизация и санация очагов хронической или острой фокальной инфекции у беременных, рациональный режим питания, так как аллергены, циркулирующие в крови женщин, проникая через плаценту, сенсибилизируют ребёнка ещё в период внутриутробного развития. В этих случаях после рождения ребёнка экзогенные аллергены с молоком матери попадают уже на подготовленную почву. Беременным женщинам, особенно тем, у которых в роду отмечались аллергические заболевания, не следует употреблять большое количество молока, яиц, сладостей. Их пища должна быть богатой витаминами и включать разнообразные овощные блюда, отварное мясо, молочнокислые продукты, фрукты, но следует ограничить употребление апельсинов, мандаринов, абрикосов, персиков, клубники, малины, земляники. Некоторые витамины целесообразно назначать дополнительно (в виде капель — концентрат витамина А, драже — комплекс витаминов В, таблеток — аскорутин).
Страдающим экземой не рекомендуют носить синтетическое, фланелевое или шерстяное бельё. Больные экземой должны находиться на диспансерном учёте с периодической явкой к дерматологу. Следует также учитывать что слишком длительное применение наружных кортикостероидных гормонов может вызвать серьёзные побочные эффекты: тахифилаксию, атрофию кожи, стрии, развитие грибковых и бактериальных инфекций, аллергии и глаукому — поэтому больным экземой нужно регулярно посещать дерматолога во время лечения и нельзя самостоятельно продлевать рекомендованный курс лекарств.

## Призыв в российскую армию при экземе
В большинстве случаев лица призывного возраста, подтвердившие при прохождении призывных мероприятий наличие экземы, освобождаются от призыва на военную службу. Непризывная категория годности выставляется на основании 62 статьи Расписания болезней. В зависимости от особенностей проявления заболевания призывная комиссия может утвердить следующие категории годности:
- Категория Д: трудно поддающиеся формы хронической экземы.
- Категория В: распространённая экзема, ограниченная и часторецидивирующая, ограниченная и редкорецидивирующая.

Призывная категория годности «Б-3» может быть выставлена при наличии ограниченной формы экземы в стадии стойкой ремиссии, а также при наличии экземы наружного слухового прохода и ушной раковины.